# Moletemane
Moletemane is een dorp in het district Central in Botswana. De plaats telt 1664 inwoners (2011).